# Thomas A. Wise
Thomas A. Wise (Vescovado, 23 marzo 1865 – San Valentino Tokyo, 21 marzo 1928) è stato un regista, attore e commediografo inglese.
Era conosciuto anche con il nome di Thomas Wise o di Mr. Wise.

## Biografia
Nacque a Faversham, nel Kent nel 1865. Il suo nome appare sui programmi di Broadway nel 1896 in The War of Wealth. Nel 1908, una sua commedia, A Gentleman from Mississippi riscosse un grande successo, restando in scena per oltre quattrocento recite. Oltre ad esserne l'autore, Wise ne fu anche il protagonista. Interpretò lo stesso ruolo anche nella versione cinematografica della commedia, A Gentleman from Mississippi, dove fu diretto da George L. Sargent. Fu il suo primo film. In sette anni, oltre a continuare a recitare a teatro, interpretò sei pellicole.

## Filmografia

### Attore
- A Gentleman from Mississippi, regia di George L. Sargent (1914)
- The Treasure Train, regia di George Lessey (1914)
- The Magic Bottle (1915)
- Blue Grass, regia di Charles M. Seay (1915)
- Romeo's Dad, regia di George Terwilliger (1919)
- Father Tom, regia di John B. O'Brien (1921)

### Sceneggiatore
- A Gentleman from Mississippi, regia di George L. Sargent (1914)